# 朱列玉
朱列玉（1966年—），安徽合肥人，汉族，中华人民共和国政治人物、律师。

## 生平
毕业于华东政法大学经济法系国际经济法硕士，后攻读武汉大学民商法博士。早年担任法官、律师，后出任广东省知识界人士联谊会会长。2013年，担任全国人大代表。2018年2月24日，当选为第十三届全国人大代表。

## 观点
朱列玉任职全国人大期间因敢于积极参政议政，被誉为“议案大王”，其主要议题有：
- 呼吁“有条件允许合法代孕”“打击非法代孕”“取缔代孕黑市”（2021）。[7][8][9]
- 调整酒驾入刑标准，取消醉驾入刑，同时加大对酒驾的行政处罚力度，只有严重醉驾按照危害公共安全罪判罚[10]；另一位代表傅信平（贵州省人民检察院检察长）也提出了类似的提案[11]。（2021年）2022年朱列玉再次提出提案，建议将危险驾驶罪有关醉酒驾驶的定罪标准取消[12]。
- 将“一次吸毒，终身禁演”写进法律法规当中，整治明星涉毒乱象（2021年）[13][14]。
- 制定《中华人民共和国珠江保护法》的议案（2020年）[15]
- 恢复“五一”7天长假（2019年、2020年）[16]
- 《关于实行全面放开三孩政策的议案》（2018年）
- 建议建立环境侵权惩罚性赔偿制度，明确罚金的上限或下限，使环境污染企业面临巨额赔偿，发挥法律作用。
- 建立环保警察制度，修改现行《中华人民共和国人民警察法》或《中华人民共和国环境保护法》，增加对环保警察的规定。
- 调整计划生育基本国策，允许生二胎（2013年）